# 吴聞天
吴闻天（1904年—1947年），字鹤年，江苏吴县人，中国近代政治人物。
吴闻天1928年赴美国留学，获得哥伦比亚大学经济硕士学位。回国后，1934年12月13日至1936年3月8日任国民政府实业部秘书。1942年2月到职经济部秘书。1946年11月当选为制宪国民大会江苏区域代表。1947年3月1日任立法院立法委员。同年11月10日在苏州病逝。1948年2月19日国民政府明令褒扬。著有《政治经济学概论》。